# Amy Locane
Amy Rose Locane-Bovenizer (Trenton, New Jersey, 19 december 1971) is een Amerikaanse voormalige televisie- en filmactrice, bekend van haar rol in John Waters' musicalcomedy Cry-Baby (1990). In 1992 speelde Locane de rol van Sandy Harling in het eerste seizoen van de soap Melrose Place.

## Carrière
Locane studeerde af aan Villa Victoria Academy. Ze maakte deel uit van de oorspronkelijke cast van Melrose Place maar verliet de serie na elf afleveringen.
Na haar verloving in 2006 stopte Locane met haar acteerwerk voor films. In januari 2017 scheidde ze.
In 2020 werd ze tot een gevangenisstraf van 8 jaar veroordeeld wegens het doodrijden van een vrouw onder invloed in 2010. Hiervoor was ze al eerder tot 3 jaar veroordeeld en daarna vrijgelaten maar de rechter vond haar straf te licht.